# رستم‌الحکما
محمد هاشم آصف معروف به رُستم‌الحکما همه‌چیزدانی از اوایل دوران قاجار و نویسنده کتابی تاریخی به نام رستم‌التواریخ است که نسخه اصلی این کتاب در یکی از موزه‌های کشور آلمان نگهداری می‌شود. نسخه‌ای از این کتاب نیز در کتابخانه ملک نگهداری می‌شود.
رستم الحکما صاحب تالیفات فراوانی بوده است که چند مجلد آن در حال حاضر در دست هست و سالشمار زندگی او را میتوان از خلال نوشته هایش به دست آورد. نام پدرش را امیرمحمدحسین برزانی و پدربزرگش را امیر شمس‌الدین محمد کارخانه‌آقاسی صفوی اصفهانی می‌نویسد. در سال ۱۱۹۹ قمری ۱۹ ساله بوده و در اصفهان میزیسته است. از این رو تاریخ تولد او را باید سال ۱۱۸۰ قمری دانست. به نوشته خودش به امر فتحعلی شاه در سفری چهل روزه به شیراز رفت ولی حاکم آنجا حسینعلی میرزا فرمانفرما وی را هشت سال نزد خود نگاه داشت. او زمانی به موطنش اصفهان بازگشت که همسرش درگذشته و دو دخترش را به شرابخوارگان داده و اموالش را از میان برده بود. رستم‌الحکما می‌نویسد که رساله‌ای در موسیقی نوشته و دو ساز به نام‌های «طرب بخشا» و «نشاط انگیز» ابداع کرده بود که آن ها نیز در غیاب او به دست همسرش از میان رفتند. در سال ۱۲۴۱ در تهران میزیسته است. از باقی نوشته های او بر می آید که در سال های ۱۲۴۱-۱۲۴۲ در اصفهان و در سال‌های ۱۲۴۴ و ۱۲۶۲ باردیگر در تهران بوده است. در کتاب «منافع انعام و وحوش و معادن» که به نثر فارسی است، وی فهرستی از آثار خود را چنین به دست می‌دهد:
- معمانامه به نام سلطان محمد
- طب‌العوام به نام همو
- خلاصه علم الهی
- فتح نامه غوریان
- شرح الفیه شهید به نام فتحعلی شاه
- رویای صادقه
- چهار خطبه
- گلزار حکمت
- گلشن
- پادری نامه
- علم متشابهات حروف
- مختصرالتواریخ
- رساله حرف و صنایع و کارها و کسب‌ها
- خلاصه زند و پازند
- رساله در مساحت
- رستم‌التواریخ
- قانون‌السلطنه
- و ...